# Apremont-la-Forêt
Apremont-la-Forêt település Franciaországban, Meuse megyében. Lakosainak száma 425 fő (2022. január 1.). Apremont-la-Forêt Boncourt-sur-Meuse, Broussey-Raulecourt, Frémeréville-sous-les-Côtes, Girauvoisin, Han-sur-Meuse, Loupmont, Mécrin, Saint-Julien-sous-les-Côtes, Saint-Mihiel és Varnéville községekkel határos.

## Népesség
A település népességének változása:
| Lakosok száma | 159  | 284  | 342  | 391  | 394  | 396  | 397  | 414  | 422  | 425  |
|               | 1968 | 1982 | 1990 | 2006 | 2013 | 2015 | 2017 | 2019 | 2020 | 2022 |